# Басаков, Виктор Парфеньевич
Ви́ктор Парфе́ньевич Басако́в (1874—1933) — русский судебный деятель и политик, член IV Государственной думы от Черниговской губернии. Участник Февральской революции.

## Биография
Православный. Из потомственных дворян Черниговской губернии. Владел двумя усадьбами в Кролевце.
По окончании Императорского училища правоведения в 1897 году начал службу младшим кандидатом на судебные должности при Киевской судебной палате. Выдержав испытание на звание старшего кандидата при той же судебной палате, был командирован к исправлению должности товарища прокурора при Нежинском, а затем Киевском окружном суде.
В 1901 году был назначен исправляющим должность судебного следователя 2-го участка Кролевецкого уезда, округа Нежинского окружного суда, а в 1903 году — товарищем прокурора Виленского окружного суда, с прикомандированием в 1907 году к прокурорскому надзору Санкт-Петербургского окружного суда. В 1908 году назначен делопроизводителем отделения личного состава Министерства юстиции, в 1909 году — состоящим за обер-прокурорским столом в судебном департаменте Сената с оставлением в должности делопроизводителя, а в 1910 году — редактором того же отдела с оставлением в обер-прокурорском надзоре Сената. Дослужился до чина статского советника.
Кроме того, избирался гласным Кролевецкой городской думы и почетным мировым судьей Кролевецкого уезда. Состоял почетным смотрителем Кролевецкой ремесленной школы.
В 1912 году был избран членом IV Государственной думы от 1-го съезда городских избирателей Черниговской губернии. Примыкал к фракции русских националистов и умеренно-правых, затем был товарищем председателя фракции центра. Был избран товарищем секретаря Думы. Состоял председателем редакционной комиссии, а также членом комиссий: по Наказу, о торговле и промышленности, об охоте, по судебным реформам, по исполнению государственной росписи доходов и расходов, бюджетной и по народному образованию. Входил в Прогрессивный блок. Был членом «Английской» ложи в Санкт-Петербурге, которая в 1912 году, вероятно, вошла в «Великий восток народов России».
Участвовал в Февральской революции. С 28 февраля по 7 марта 1917 года был комиссаром Временного комитета Государственной думы по Министерству юстиции. Затем был комиссаром ВКГД по Особой комиссии по призрению раненых и увечных воинов и по учреждениям Верховного совета по призрению семей лиц, призванных на войну, а также семей раненых и павших воинов. С 25 мая 1917 года был членом Особого совещания для изготовления проекта Положения о выборах в Учредительное собрание.
После Октябрьской революции эмигрировал во Францию. Умер в 1933 году в госпитале Бийанкура. Похоронен на местном кладбище.